# Northrop Grumman E-8 Joint STARS
L'E-8 JSTARS (Joint Surveillance Target Attack Radar System) est un avion de guerre électronique et de renseignement américain construit par Northrop Grumman. Basé sur le Boeing 707, il est équipé pour détecter les mouvements de véhicules adverses au sol afin de guider les forces armées vers eux.

## Historique
Entré au service alors qu'il était encore en développement lors de la guerre du Golfe en 1991, il a été régulièrement modernisé depuis. Le premier avion de série et livré en 1996 et le 17e et dernier exemplaire est livré le 23 mars 2005.
Le 13 mars 2009, un avion doit effectuer un atterrissage d'urgence sur la base militaire d'Al-Udeid à la suite d'une surpression catastrophique d'un réservoir de carburant pendant un ravitaillement en vol, il est radié du service.
En septembre 2015, 16 exemplaires sont alors en service dans l'US Air Force. 4 doivent être retirés d'ici le 1er octobre 2022. Le premier l'est le 10 février 2022, le retrait total de la flotte de E-8C était alors prévu aux environs de 2025.
Finalement il effectue sa dernière mission opérationnelle le 21 septembre 2023 puis la flotte est retirée du service le 15 novembre 2023. Elle a effectué plus de 141 000 heures de vol et 14 000 sorties opérationnelles.

## Développement

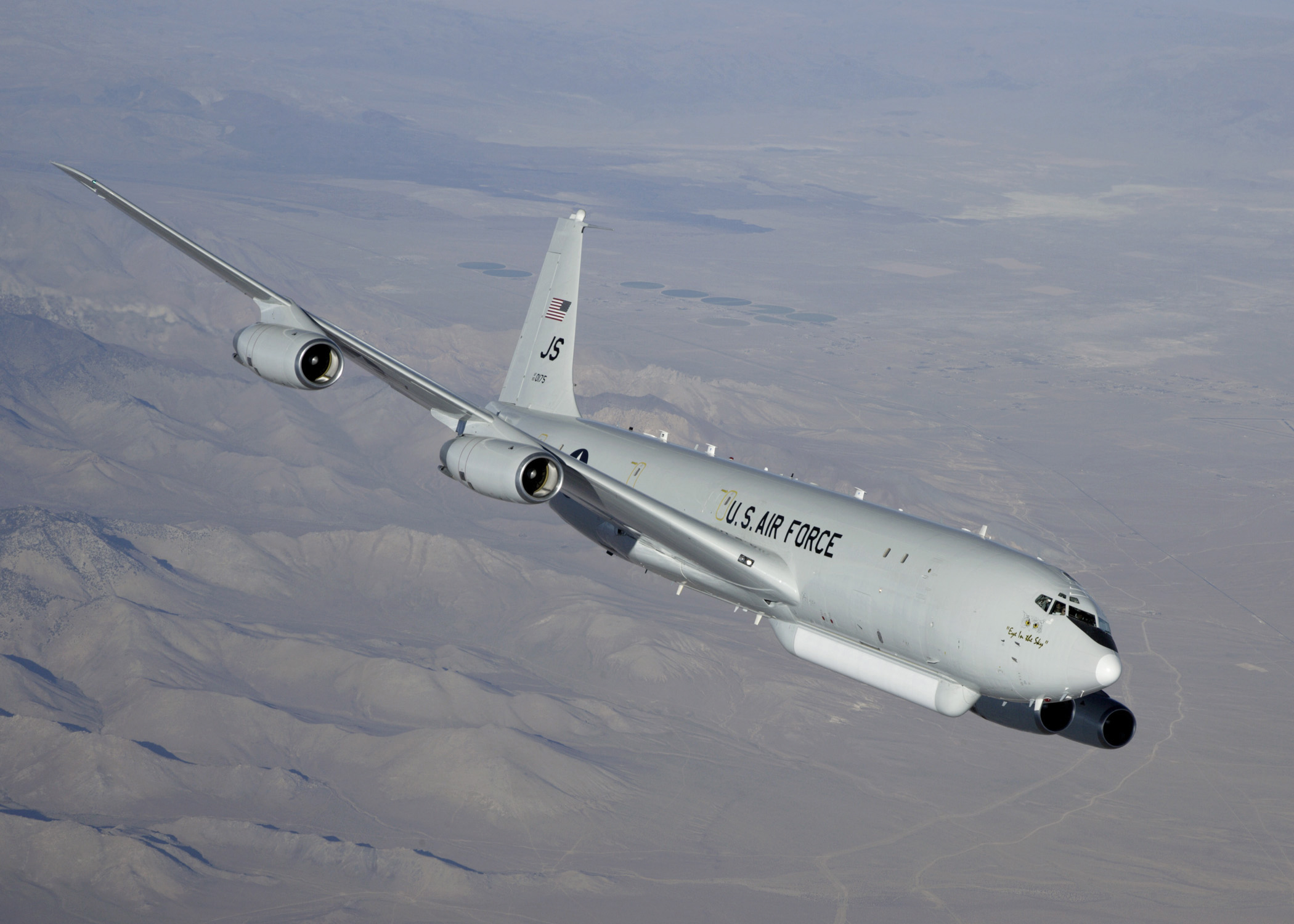
Un E-8C JSTARS en vol d'essais dans les environs de la base d'Edwards AFB. La longue partie fine blanche sous l'avant du fuselage de l'avion est le carénage abritant l'antenne à balayage latéral de l'AN/APY-7.

Grumman Corporation a remporté son premier contrat Joint STARS en 1985. Le premier avion de développement, nommé Air Vehicle 1, ou AV-1, exploitait une plate-forme d'avions commerciaux de Boeing 707 construit en 1968 fournie par le gouvernement qui a été militarisée pour la mission par Grumman. S'appuyant sur ses précédents travaux d'indication de cible mobile au sol (GMTI) effectués sur le programme Pave Mover à la fin des années 1970 et au début des années 1880, les pilotes d'essai conjoints de STARS ont piloté le premier avion de développement à 13 h 15 pendant deux heures le 1er avril 1988. Dix-huit jours plus tard, le programme a commencé son examen de conception préliminaire du système de mission et le 5 juillet 1988 le bureau des acquisitions du département de la Défense l'approuve. Le 22 décembre, Grumman effectuait le premier vol d’essai du radar conjoint STARS.
Le système actuel a été développé avec des équipements disponibles sur étagère. Il peut surveiller un théâtre d'opérations de 50 000 km2 et détecter des cibles à une distance maximum de 250 km.

## Remplacement
Le programme « Jstars Recapitalization », approuvé le 10 décembre 2016, prévoit leur remplacement par seize appareils modernes à partir de 2023. Ils devront être équipés d'un radar à antenne active (AESA), d'un système de commandement embarqué (Battle Management Command and Control - BMC2) spécifique développé pour l'USAF, et d'équipements de communications avancés.
Boeing propose un dérivé du P-8 Poseidon, Lockheed-Martin un montage sur un jet d'affaires Bombardier, et Northrop-Grumman un montage depuis un Gulfstream mais ce programme est annulé en 2019. 
Au lieu de maintenir un vaste inventaire d’avions à réaction spécialement conçus pour des missions hautement spécialisées, le rôle de l'E-8C sera repris par un réseau de satellites, de capteurs d'aéroportés tel le E-11 et de radars au sol capables de collecter les mêmes données de ciblage et de suivi.
Ainsi, l'Air Force espère que cette approche la rendra plus résistante aux attaques potentielles contre les objectifs de ses systèmes de détection et de commandement aéroportés, qu'elle permettra d'économiser de l'argent sur la maintenance des avions et d'utiliser ses aviateurs plus efficacement.

## Déploiement opérationnel

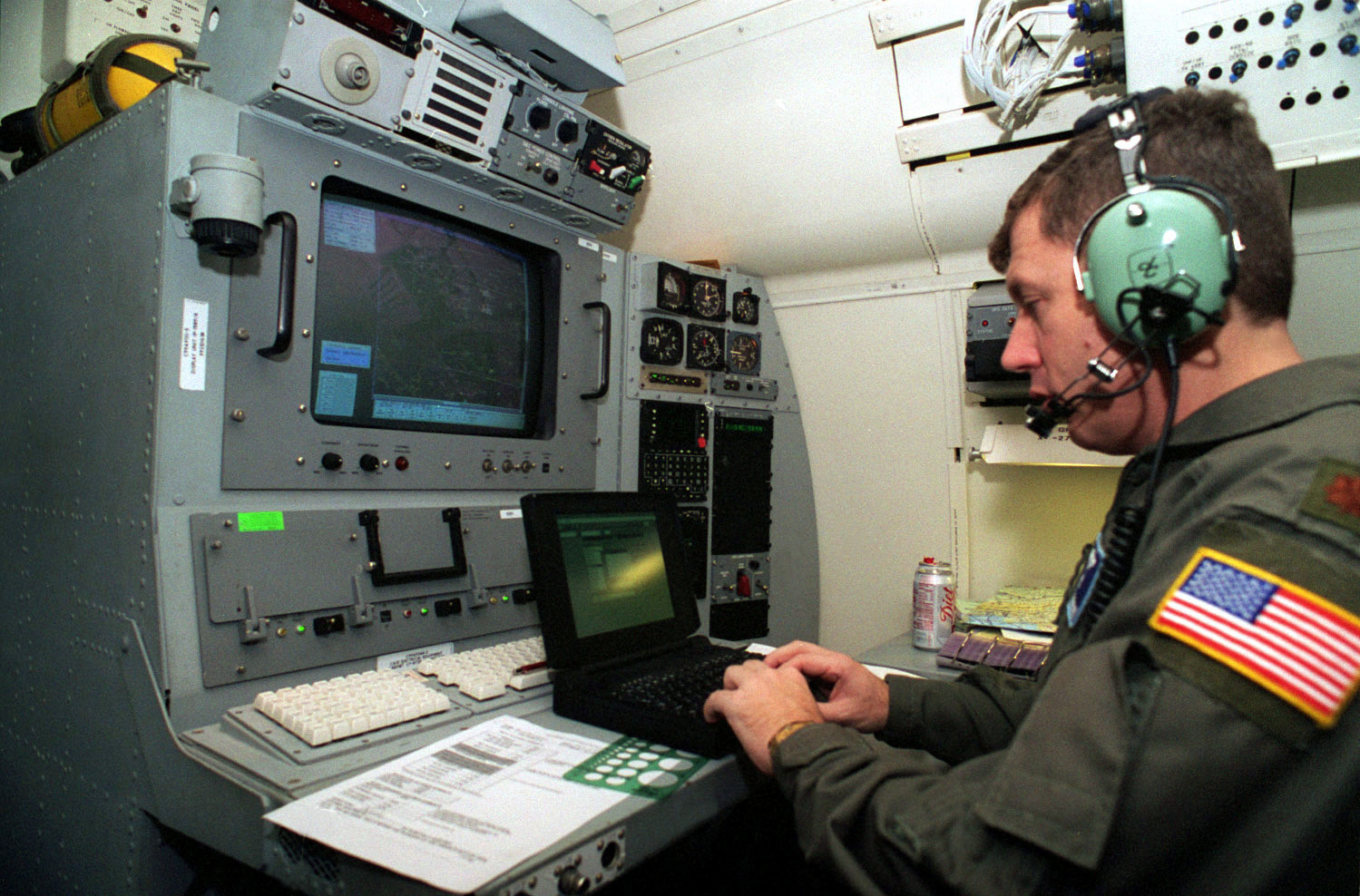
Un officier de navigation sur l'un des 17 postes de travail d'un E-8 en 1996.

En 2016, ils sont employés par une seule unité, le 116th Air Control Wing.
En 2022, basés à Ramstein en Allemagne et Mildenhall en Angleterre, ils sont déployés dans les espaces aériens polonais et roumain en compagnie d'avions de ravitaillement en vol Boeing KC-135 Stratotanker et McDonnell Douglas KC-10 Extender près de la frontière ukrainienne à la suite de l’invasion de l'Ukraine par la Russie.

## Opérateur
États-Unis
United States Air Force
Air Combat Command
- 93d Air Control Wing (en) - Robins Air Force Base, Géorgie (1996-2002)
- 461st Air Control Wing - Robins AFB (2011-2023)

12th Airborne Command and Control Squadron (en)
16th Airborne Command and Control Squadron (en)
330th Combat Training Squadron (en)
Garde nationale aérienne
- 116th Air Control Wing (en) - Robins AFB (Joint ACC/ANG de 2002-2011)

128th Airborne Command and Control Squadron (en)

## Culture populaire
Cet appareil bien qu'utilisé dans plusieurs technothrillers est rarement représenté visuellement. Il est utilisé dans l'animé Bang Brave Bang Bravern (en) diffusé en 2024.